# Teodor Denhoff (wojewoda dorpacki)
Teodor Denhoff herbu Dzik (zm. 1654) – wojewoda dorpacki. 

## Życiorys
Syn Ottona Denhoffa (około 1554–1609), pułkownika wojsk polskich, starosty adzelskiego; wnuk Hermana Dönhoffa, protoplasty wpływowego później w Rzeczypospolitej inflanckiego rodu Denhoffów. 
Stryjem Teodora był Gerard Denhoff, ojciec Ernesta Magnusa, Gerarda i Kaspra Denhoffów.
W 1651 został wojewodą dorpackim.